# Стремление к небесам
«Стремление к небесам» (англ. Reaching for the Skies) — английский документальный телевизионный сериал, повествующий об истории авиации. Выпущен в 1988 году компанией BBC совместно с CBS Fox, студией Pebble Mill Studios (совместно с John Gau Productions). Сериал включает 12 тематических серий. Первый эпизод был показан на британском телевидении 12 сентября 1988 года и в США, в 1989 году. На русском языке впервые был показан телекомпанией НТВ. Продюсером является Иван Рендалл. Использовалась музыка в основном из библиотеки KPM Musichouse.

## Методы съемки
Каждая серия включает в себя много последовательностей воздушной съемки, специально отснятых для конкретной серии. Все это используется вместе с архивными материалами. Как правило используются интервью участников действий, все это сопровождается музыкальными последовательностями.

### Интервью
Сериал примечателен присутствием в нём большого количеством известных летчиков, у которых были взяты интервью. Обычное интервью на чёрном фоне было взято у таких, как Чарльз Йегер, Скотт Кроссфилд, Джеймс Дулиттл, Боб Хувер, Фрэнк Уиттл, Ханна Райч, Эрик «Винкл» Браун. Упомянуты лишь некоторые из присутствовавших.

### Музыка
Большое количество музыки было получено от композиторов KPM Musichouse, таких как Род Аргент, Боб Хоус, Грэм де Вильде. В отдельных сценах музыка была соединена со звуками выстрелов воздушного боя. Песня «Момент триумфа» (англ. The Moment of Triumph) была создана Роджером Лимбом на BBC Radiophonic и исполнена Родом Аргентом и Бобом Хоусом.

## Серии

### 1. Пионеры
Рассказывает о пионерах авиации.

### 2. Бомбардировщики
Рассказывает о бомбардировочной авиации, начиная от Второй мировой войны до конца 80-х годов

### 3. Герои дальних перелетов
Рассказывает о пионерах дальних внутриконтинентальных и межконтинентальных перелетов в 1910-х — 1930-х годах, о становлении авиапочты США и первых дальних авиалиний Pan American.

### 4. Воздушные гиганты
Рассказ о тяжелых грузовых самолетах, от первых курьезных проектов, первых успешных машин, таких как DC-3 и Junkers Ju 52, до современных транспортных самолетов C-5 Galaxy и Ан-124.

### 5. Самолет на войне
О роли авиации в Первой мировой войне и о том, как она навсегда изменила тактику и стратегию войн.

### 6. Легче воздуха
Об аэростатических летательных аппаратах: от шара братьев Монгольфье до гигантских немецких дирижаблей «Граф Цеппелин» и «Гинденбург».

### 7. Погоня за скоростью
Рассказывает о самолетах, ставивших с свои времена рекорды скорости: Curtiss Pusher, Gee Bee R-1, X-1, а также о современных, таких как SR-71.

### 8. Полет по вертикали
О винтокрылых машинах от первых курьезных проектов до современных тяжелых вертолетов.

### 9. Истребители
Об истребительной авиации от Первой мировой войны до конца 1980-х годов.

### 10. Победа на море
О палубной авиации: от первых флайеров, стартующих с башенных платформ линкоров до современных реактивных палубных истребителей, базирующихся на атомных авианосцах.

### 11. Конкуренция через Атлантику
О пассажирской межконтинентальной авиации: от неуклюжих 12-ти моторных Дорнье, первых реактивных «Комет» до Боинга-747 и Airbus-300.